# Rév (építmény)

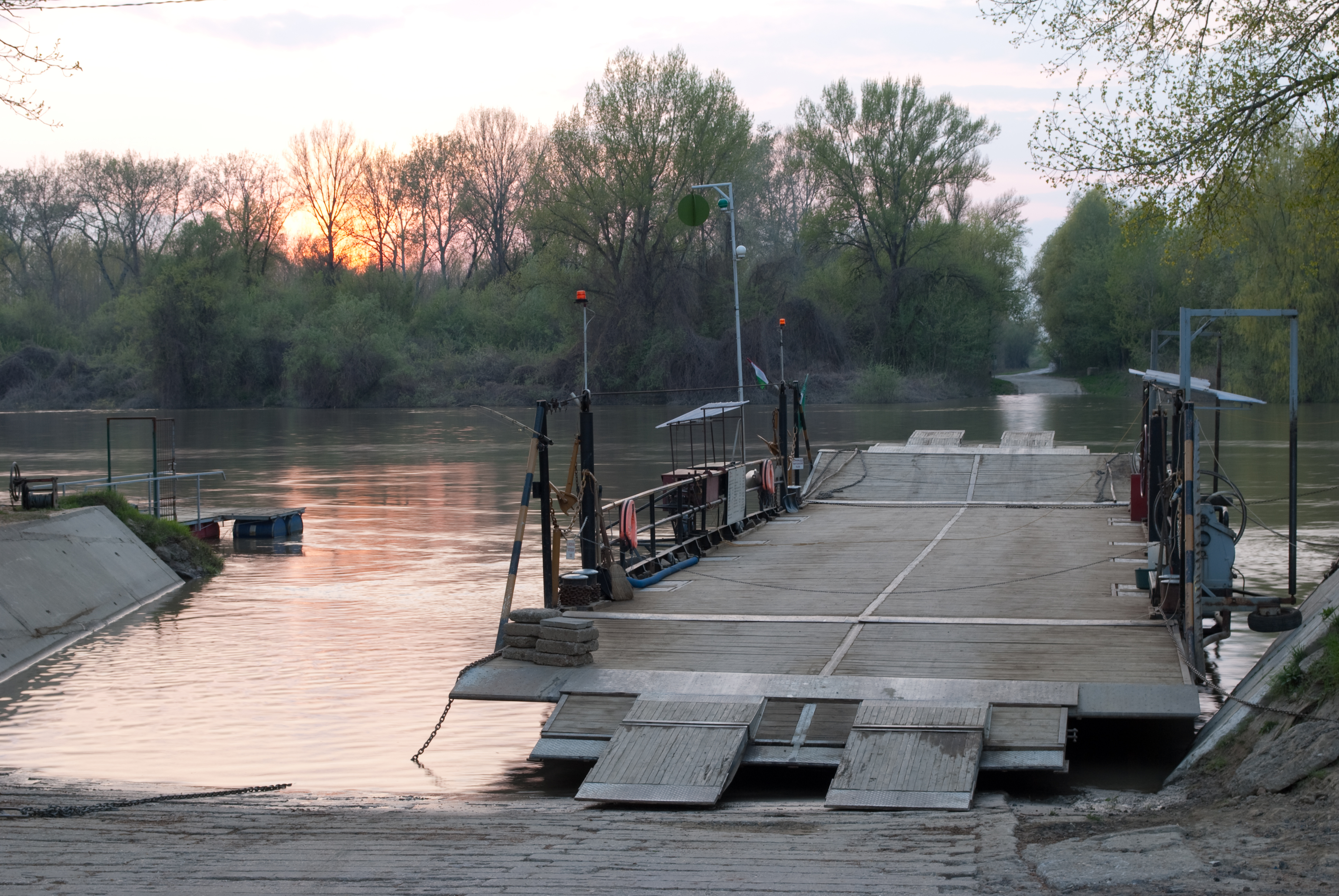
A mindszenti révátkelő kompja a Tiszán

## Szűkebb értelmezés
A révek folyókon, tavakon létesített védett kikötők, melyekben általában a két part közötti átkelésekhez használt hajók, csónakok, kompok kötnek ki. Itt folyik az áruk ki- és berakodása, és az utasok felszállása is.

## Tágabb értelmezés
Tágabb értelemben révnek (vagy révátkelésnek) hívjuk a folyón, tavon való átkelés műveletét is. Ma talán a legismertebb Magyarországon a Tihany – Szántód közötti rév a Balatonon.

## Révhez kötődő elnevezések
- Révésznek hívják az átkelést szervező és végző személyeket.
- Révkapitánynak a rév-kikötő vezetőjét hívják.
- Révfülöp a Balaton északi partján elterülő település